# Et alors les vieux ?
Pour plus de détails, voir Fiche technique et Distribution.
Et alors les vieux ? (Вы чьё, старичьё?, Vy tchio, staritchio?) est un film soviétique réalisé par Iossif Kheifitz, sorti en 1988,.

## Fiche technique
- Titre original : Вы чьё, старичьё?
- Titre français : Et alors les vieux ?[3]
- Photographie : Youri Chaïgardanov
- Musique : Isaak Chvarts
- Décors : Viktor Ameltchenkov
- Montage : Raisa Izakson, Eïvi Chneïdman